# Lijst van voetbalinterlands Koeweit - Thailand
Deze lijst van voetbalinterlands is een overzicht van alle officiële voetbalwedstrijden tussen de nationale teams van Koeweit en Thailand. De landen speelden tot op heden twaalf keer tegen elkaar. De eerste ontmoeting, een wedstrijd tijdens de Azië Cup 1972, werd gespeeld in Bangkok op 8 mei 1972. Het laatste duel, een vriendschappelijke wedstrijd, vond plaats op 25 mei 2014 in de Thaise hoofdstad.

## Wedstrijden
| №  | Plaats       | Datum             | Competitie                 | Wedstrijd          | Uitslag |
| -- | ------------ | ----------------- | -------------------------- | ------------------ | ------- |
| 1  | Bangkok      | 8 mei 1972        | Azië Cup 1972              | Thailand – Koeweit | 0 – 2   |
| 2  | Teheran      | 2 september 1974  | Aziatische Spelen 1974     | Koeweit – Thailand | 3 – 2   |
| 3  | Kuala Lumpur | 16 oktober 1980   | Vriendschappelijk          | Thailand – Koeweit | 1 – 0   |
| 4  | Koeweit      | 22 april 1981     | WK 1982 kwalificatie       | Koeweit – Thailand | 6 – 0   |
| 5  | Beijing      | 27 september 1990 | Aziatische Spelen 1990     | Koeweit – Thailand | 1 – 2   |
| 6  | Bangkok      | 17 april 1997     | Vriendschappelijk          | Thailand − Koeweit | 3 − 1   |
| 7  | Bangkok      | 16 december 1998  | Aziatische Spelen 1998     | Thailand – Koeweit | 0 – 3   |
| 8  | Koeweit      | 30 september 2000 | Vriendschappelijk          | Koeweit – Thailand | 3 – 2   |
| 9  | Bangkok      | 23 januari 2001   | Vriendschappelijk          | Thailand – Koeweit | 5 – 4   |
| 10 | Bangkok      | 6 februari 2013   | Azië Cup 2015 kwalificatie | Thailand − Koeweit | 1 − 3   |
| 11 | Koeweit      | 19 november 2013  | Azië Cup 2015 kwalificatie | Koeweit − Thailand | 3 − 1   |
| 12 | Bangkok      | 25 mei 2014       | Vriendschappelijk          | Thailand − Koeweit | 1 − 1   |

## Samenvatting
| Competitie            | Totaal gespeeld | Winst Koeweit | Gelijk | Winst Thailand | Doelsaldo Koeweit – Thailand |
| --------------------- | --------------- | ------------- | ------ | -------------- | ---------------------------- |
| WK-kwalificatie       | 1               | 1             | 0      | 0              | 6 − 0                        |
| Azië Cup              | 1               | 1             | 0      | 0              | 2 − 0                        |
| Azië Cup-kwalificatie | 2               | 2             | 0      | 0              | 6 − 2                        |
| Aziatische Spelen     | 3               | 2             | 0      | 1              | 7 − 4                        |
| Vriendschappelijk     | 5               | 1             | 1      | 3              | 9 − 12                       |
| Totaal                | 12              | 7             | 1      | 4              | 30 − 18                      |

KFA · A-internationals · Bondscoaches · Statistieken · Koeweits vrouwenelftal · Koeweit U21 · Koeweit U20 · Koeweit U19 · Koeweit U18 · Koeweit U17
1960 – 1969 · 
1970 – 1979 · 
1980 – 1989 · 
1990 – 1999 · 
2000 – 2009 · 
2010 – 2019 ·
2020 − 2029
WK 1982
OS 1980 ·
OS 1992 ·
OS 2000
1961 · 
1962 · 
1963 · 
1964 · 
1965 · 
1966 · 
1967 · 
1968 · 
1969 · 
1970 · 
1971 · 
1972 · 
1973 · 
1974 · 
1975 · 
1976 · 
1977 · 
1978 · 
1979 · 
1980 · 
1981 · 
1982 · 
1983 · 
1984 · 
1985 · 
1986 · 
1987 · 
1988 · 
1989 · 
1990 · 
1991 · 
1992 · 
1993 · 
1994 · 
1995 · 
1996 · 
1997 · 
1998 · 
1999 · 
2000 · 
2001 · 
2002 · 
2003 · 
2004 · 
2005 · 
2006 · 
2007 · 
2008 · 
2009 · 
2010 · 
2011 · 
2012 · 
2013 ·
2014 ·
2015 ·
2016 ·
2017 ·
2018 ·
2019 ·
2020 ·
2021 ·
2022
Afghanistan ·
Algerije ·
Armenië ·
Australië ·
Azerbeidzjan ·
Bahrein ·
Bangladesh ·
Bhutan ·
Bosnië en Herzegovina ·
Bulgarije ·
Cambodja ·
China ·
Colombia · 
Cyprus ·
DDR ·
Duitsland ·
Ecuador ·
Egypte ·
Engeland ·
Filipijnen ·
Finland ·
Frankrijk ·
Hongarije · 
Hongkong ·
IJsland ·
India ·
Indonesië ·
Irak ·
Iran ·
Ivoorkust ·
Japan ·
Jemen ·
Jordanië ·
Kameroen ·
Kazachstan ·
Kenia ·
Kirgizië ·
Laos ·
Letland ·
Libanon ·
Libië ·
Litouwen ·
Macau ·
Maleisië ·
Mali ·
Malta ·
Marokko ·
Mongolië ·
Myanmar ·
Nepal ·
Nieuw-Zeeland ·
Noord-Korea ·
Noorwegen ·
Oeganda ·
Oezbekistan ·
Oman ·
Pakistan ·
Palestina ·
Polen ·
Portugal ·
Qatar ·
Saoedi-Arabië ·
Singapore ·
Slowakije ·
Soedan ·
Sovjet-Unie ·
Syrië ·
Tadzjikistan ·
Taiwan ·
Thailand ·
Trinidad en Tobago ·
Tsjechië ·
Tsjecho-Slowakije ·
Tunesië ·
Turkmenistan ·
Verenigde Arabische Emiraten ·
Verenigde Staten ·
Vietnam ·
Wales ·
Zambia ·
Zimbabwe ·
Zuid-Korea ·
Zuid-Vietnam
Engeland (1982) · 
Frankrijk (1982) · 
Tsjecho-Slowakije (1982)
FAT · A-internationals · Bondscoaches · Statistieken · Thais vrouwenelftal · Thailand U21 · Thailand U20 · Thailand U19 · Thailand U18 · Thailand U17
1950 – 1959 · 
1960 – 1969 · 
1970 – 1979 · 
1980 – 1989 · 
1990 – 1999 · 
2000 – 2009 · 
2010 – 2019 ·
2020 − 2029
Asian Cup 1972 ·
Asian Cup 1992 · 
Asian Cup 1996 · 
Asian Cup 2000 · 
Asian Cup 2004 · 
Asian Cup 2007
OS 1956 · 
OS 1968
1956 · 
1957 · 
1958 · 
1959 · 
1960 · 
1961 · 
1962 · 
1963 · 
1964 · 
1965 · 
1966 · 
1967 · 
1968 · 
1969 · 
1970 · 
1971 · 
1972 · 
1973 · 
1974 · 
1975 · 
1976 · 
1977 · 
1978 · 
1979 · 
1980 · 
1981 · 
1982 · 
1983 · 
1984 · 
1985 · 
1986 · 
1987 · 
1988 · 
1989 · 
1990 · 
1991 · 
1992 · 
1993 · 
1994 · 
1995 · 
1996 · 
1997 · 
1998 · 
1999 · 
2000 · 
2001 · 
2002 · 
2003 · 
2004 · 
2005 · 
2006 · 
2007 · 
2008 · 
2009 · 
2010 · 
2011 · 
2012 · 
2013 ·
2014 ·
2015 ·
2016 ·
2017 ·
2018 ·
2019 ·
2020 ·
2021 ·
2022 ·
2023
Afghanistan ·
Australië ·
Bahrein ·
Bangladesh ·
Bhutan ·
Brazilië ·
Brunei ·
Bulgarije ·
Cambodja ·
China ·
Congo-Brazzaville ·
Denemarken ·
Duitsland ·
Egypte ·
Estland ·
Faeröer ·
Filipijnen ·
Finland ·
Gabon ·
Georgië ·
Ghana ·
Hongkong ·
India ·
Indonesië ·
Irak ·
Iran ·
Israël ·
Japan ·
Jemen ·
Jordanië ·
Kameroen · 
Kazachstan ·
Kenia ·
Kirgizië ·
Koeweit ·
Laos ·
Letland ·
Libanon ·
Liberia ·
Libië ·
Liechtenstein ·
Luxemburg ·
Macau ·
Malediven ·
Maleisië ·
Malta ·
Marokko ·
Myanmar ·
Nederland ·
Nepal ·
Nieuw-Zeeland ·
Nigeria ·
Noord-Ierland ·
Noord-Korea ·
Noorwegen ·
Oezbekistan ·
Oman ·
Oost-Timor ·
Pakistan ·
Palestina ·
Papoea-Nieuw-Guinea ·
Polen ·
Qatar ·
Saoedi-Arabië ·
Singapore ·
Slowakije ·
Sri Lanka ·
Suriname ·
Syrië ·
Taiwan ·
Tadzjikistan ·
Trinidad en Tobago ·
Turkmenistan ·
Uruguay ·
Verenigde Arabische Emiraten ·
Verenigde Staten ·
Vietnam ·
Zuid-Afrika ·
Zuid-Korea ·
Zuid-Vietnam ·
Zweden